# Economia de l'atenció
L'economia de l'atenció és l'estudi de l'atenció com un recurs escàs, no il·limitat. A mesura que els continguts i les informacions creixen il·limitadament, és a dir que hi ha més oferta i que aquesta és econòmicament devaluada, el recurs més escàs i més valuós és l'atenció. Segons Matthew Crawford, "l'atenció és un recurs, la persona només té la que té". Això genera problemes en els mercats "en què l'oferta és abundant (i per tant econòmicament devaluada) i el recurs escàs esdevé el temps i l'atenció dels consumidors". En el món digital, en què la informació és sobreabundant, l'atenció és el principal filtre que té l'usuari a l'hora de seleccionar la informació.
Segons Kevin Kelly, en un moment en què reproduir no costa gens, per captar l'atenció cal bastir el producte d'alguns intangibles, en concret:
- Immediatesa: accés prioritari, lliurament immediat.
- Personalització: molt adaptat al consumidor.
- Interpretació: suport i orientació per entendre'l i poder-lo usar ràpidament.
- Autenticitat: garanties que allò que s'ofereix és real i no un succedani.
- Accessibilitat: poder-hi accedir des d'on sigui u quan sigui.
- Realització: allò que és tangible o que suposa una experiència intensa reclama més l'atenció
- Mecenatge: que allò que la persona paga ho pagui perquè sent que ho ha de pagar, no perquè s'hi sent forçat
- Trobabilitat: allò que és fàcil de trobar reclama més l'atenció

Per a Michael H. Goldhaber, la transformació que suposa l'economia de l'atenció en el món digital és radical. Aporta un nou concepte de riquesa, en la mesura que es valoritza allò que capta l'atenció. També té un impacte en el concepte de classes socials amb la irrupció, per exemple, d'estrelles i fans. És un canvi de paradigma, segons ell, respecte de l'era industrial.
Yves Citton detecta una crisi de l'atenció provocada pel capitalisme: "l'atenció s'està convertint en la forma hegemònica del capital" i aborda la paradoxa de la cultura 2.0 en què malgrat la vocació participativa i democratitzadors, la saturació informativa que provoca és d'una gran asimetria, en què només en surten beneficiats els pocs que capten l'atenció. Citton els denomina la classe "vectorialista". Citton també adverteix dels perills d'aquesta tendència (la rellevància que té l'extrema dreta en captar l'atenció, entre d'altres) i propugna una ecologia de l'atenció i una ecosofia de l'atenció que, amb una mirada relacional, busqui solucions col·lectives i alternatives individuals. En aquest cas, creu que no han de ser tan radicals com la concentració (en un llibre) o la desconnexió absoluta com "l'atenció flotant", que "no és ni l'alerta ni el son, ni la connexió ni la desconnexió absoluta; és un tercer mode: miro el que passa, però amb certa distància, amb flotació", segons l'autor, "un espai intermedi entre el vacu de la desconnexió i el mode resposta-estímul".
Rodney i Jones consideren que les activitats mediades per ordinador (i es pot estendre a altres dispositius digitals) exigeixen unes estructures d'atenció polifocals. Aquestes estructures d'atenció, que totes les persones tenen, es basen en l'equilibri entre el cos històric (tu i la teva ment), el món de lesinteraccions (les teves relacions amb els altres) i els discursos que trobem en un context (textos i mitjans de comunicació). Quan aquests elements se sincronitzen, treballem de manera eficient. El diluvi d'informacions a què ens aboca el món digital actual (xarxes, jocs, etc.) condueixen a l'escassedat dels recursos d'atenció. Segons aquests autors, cal una alfabetització en estratègies per mantenir l'atenció en la nova economia de l'atenció provocada per aquest context digital i això no és una activitat neutral: l'alfabetització digital suposa ser capaços d'avaluar críticament les persones i organitzacions que ens absorbeixen l'atenció.